# Guyatone
Guyatone är ett japanskt märke av musikprodukter.
I dagsläget gör de endast effektpedaler och kablar. Tidigare gjorde de också förstärkare, basar och gitarrer med mera. 